# 北アイルランド問題
北アイルランド問題（きたアイルランドもんだい、アイルランド語:Na Trioblóidí、英語: Northern Ireland Conflict）は、北アイルランドの領有を巡るイギリスとアイルランドの領土問題、地域紛争の総称である。1960年代後半に始まり、解釈によっては1997年から2007年の間に終了したと考えられている。英愛では、婉曲的にトラブル（英語: The Troubles、アイルランド語: Na Trioblóidí、スコットランド語: The Truibils）と呼称される。ほとんどの武力組織は武器を捨てたが、その日以降も時折、小規模ながら暴力は続いている。

## 概要
1960年代後半、カトリックの少数派が被った教派分離に反対する公民権運動から紛争が始まった。北アイルランドの帰属をめぐって、主にカトリックで構成されるナショナリスト（リパブリカン）、主にプロテスタントで構成されるロイヤリスト・ユニオニストが対立したことで、30年に及んで暴力が蔓延した。主に共和派ではIRA暫定派など、王党派ではアルスター義勇軍などの武装集団の間で激しい衝突が見られるが、少なからず民衆暴動や英国の国家治安部隊（軍隊や警察）によっても暴力行為は行われてきた。歴代政府によって否定されてきた英国の治安部隊と統一派の準軍事組織との協力は、今では受け入れられている。
北アイルランド問題は、紛争、戦争、民族紛争、ゲリラ戦、内戦 など、いくつかの主体によって様々に定義されている。共和主義の武装集団（主にIRA暫定派）の行動は、イギリスの治安部隊からはテロリズムとみなされているが、支持者による占領とイギリス帝国主義に対する革命、反乱、またはレジスタンス運動とも見なされている。歴史家の間では、呼称について意見が分かれており、一部では「テロ」という言葉の使用を否定している。
北アイルランド問題は殆どの北アイルランド人の日常生活に影響を与え、またイギリス人と南アイルランド人の間にも影響を与えている。
1969年から1998年の間に本格的な内戦は勃発しなかったが、例えば1972年のロンドンデリーの血の日曜日事件や1981年の囚人のハンガー・ストライキの際には、双方で敵対的な動員が行われた。
1998年に聖金曜日協定（ベルファスト合意）に基づいて和平合意が行われ、紛争は終結した。英国政府が初めて「アイリッシュ・ディメンション」（アイルランド島民全体が、外部からの介入なしに、南北間の問題を相互の合意によって解決することができるという原則）を認めたことで、王党派と共和派の双方の合意を得ることが可能になった。また、北アイルランドでは、統一派と民族派で構成される主権協調主義な政府が設立された。

## 歴史的背景

### イギリス植民地化
イギリスの植民地化以前のアイルランドは、7世紀と9世紀にヴァイキングによる小さな侵略を除いては、侵略を経験したことがなかった。1155年、ハドリアヌス4世（イギリス出身の唯一の教皇）の教皇勅書により、アイルランドの教会とローマとの間にある弱ったつながりを再び確立するために、イングランドのヘンリー2世にアイルランドを与えた。それにもかかわらず、イングランド王はダーマット・マクモローを支援するために1167年まで島に介入しなかった。1175年、アイルランドに対するイギリスの権限が正式に認められた。
イギリスの支配は、最初はペイルに限定されている。イギリス人入植者がアイルランドの習慣に同化したことは、国王によって品位を落とすものとみなされ、1366年には「キルケニー法」が可決され、入植者と原住民との間の隔離が確立された。真の植民地化はテューダー朝から始まった。1556年には早くも植民地化するために土地が没収され、一方で島の権力はイギリスに移転した。
16世紀後半には、1560年にイングランド国教会が公的な宗教として確立されたことに対する反発もあり、いくつかの反乱が起こった。ローマの支援を受けているにもかかわらず、様々な反乱は失敗に終わる。酋長の土地は没収され、こうして植樹政策が復活した。新しい入植者は、特に北東部のアルスター地方に定住した。クロムウェルのアイルランド侵略と、プロテスタントのイングランド王位継承者ウィリアム3世がボイン川の戦いでカトリックのライバルであるジェームズ2世に勝利したことで、イギリスの和解が確認された。
1695年から1727年の間に、カトリック教徒に対する経済的、社会的、政治的差別に関する「刑法」が公布された。宗教的迫害は、中程度ではあるが、カトリック教徒や英国の非国教徒に影響を与えている。しかし、カトリックの聖職者は密かに奉仕活動を行っている。

### アイルランド民族主義・プロテスタント・カトリック
17世紀末、イギリス政府は島の経済・商業発展の可能性を制限した。プロテスタントの植民地時代のエリートの中で、政治的・宗教的な権力から徐々に排除され、最初のアイルランド民族主義（ナショナリズム）が誕生した。1759年、ヘンリー・フラッドはアイルランド愛国党を結成した。18世紀末には、アイルランド人、特にカトリック教徒の経済状況が改善され、1783年にはアイルランド議会に自治権が与えられるようになった。フランス革命は、1791年にユナイテッド・アイリッシュメン協会を設立したウルフ・トーンのような一部の民族主義者に影響を与えた。1795年に設立されたオレンジ騎士団は、イングランド王室に忠誠を誓うプロテスタントを集めた団体である。アルスター地方では、カトリックとプロテスタントの農民が秘密結社「ディフェンダーズ」と「ピープ・オデイ・ボーイズ」で衝突していたが、1798年5月、ユナイテッド・アイリッシュメンが主導して反乱が勃発した。カトリックとプロテスタントの民族主義者の間に真の同盟がないために失敗する。その1年前に却下されたアイルランドの相対的な自治を終わらせる合同法は、1800年6月7日に採択された。
アイルランドがイギリスの一部となったとき、土地の90％以上が入植者の所有となった。カトリックの弁護士ダニエル・オコンネルは、1829年4月にカトリック教徒に対する差別の終わりを得た。平和主義者であり、それにもかかわらず、11年後に忠誠全国廃止組合を設立して立場を固めた。オコンネルに対するカトリック大衆の支持は、以前はプロテスタントが優勢だったアイルランドのナショナリズムの風景を一変させつつある。一方、聖公会と長老派は、より皇室に近い。青年アイルランド党のような共和主義の組織は、独立の思想をもとに、2つのコミュニティをより緊密に結びつけようとしている。しかし、武力闘争に誘惑された者もいる。
1845年から1849年にかけての大飢饉に続く農耕問題、分離主義者や共和主義者の思想の広がりは、19世紀後半のアイルランドをかき乱し、1858年に設立されたアイルランド共和主義者同盟のような秘密組織は、攻撃や暗殺計画に乗り出した。1870年以降、プロテスタントのチャールズ・パーネルなどの政治的解決策の支持者は、アイルランドの完全な自治を認めるために、内政自治の適用を求めて運動を展開した。1885年のアイルランドのイギリスの議会では、アイルランド議会党（内政党としても知られている）が勝利を収めたが、連合主義者（ユニオニスト）はいかなる形態の自治にも反対して組織されていた。
19世紀末の土地改革により、アイルランド人に土地の所有権が回復した（1914年には3分の2を所有していた）が、民族主義運動は形を変えた。1893年に設立されたゲール語連盟のような組織は、現在では経済的というよりも文化的民族主義を広めており、ジェームズ・コノリーは1896年に社会主義と民族主義を組み合わせたアイルランド共和主義社会党を設立した。革命的ではないが、アーサー・グリフィスは1905年にシン・フェイン党を結成した。

### アイルランドの分割

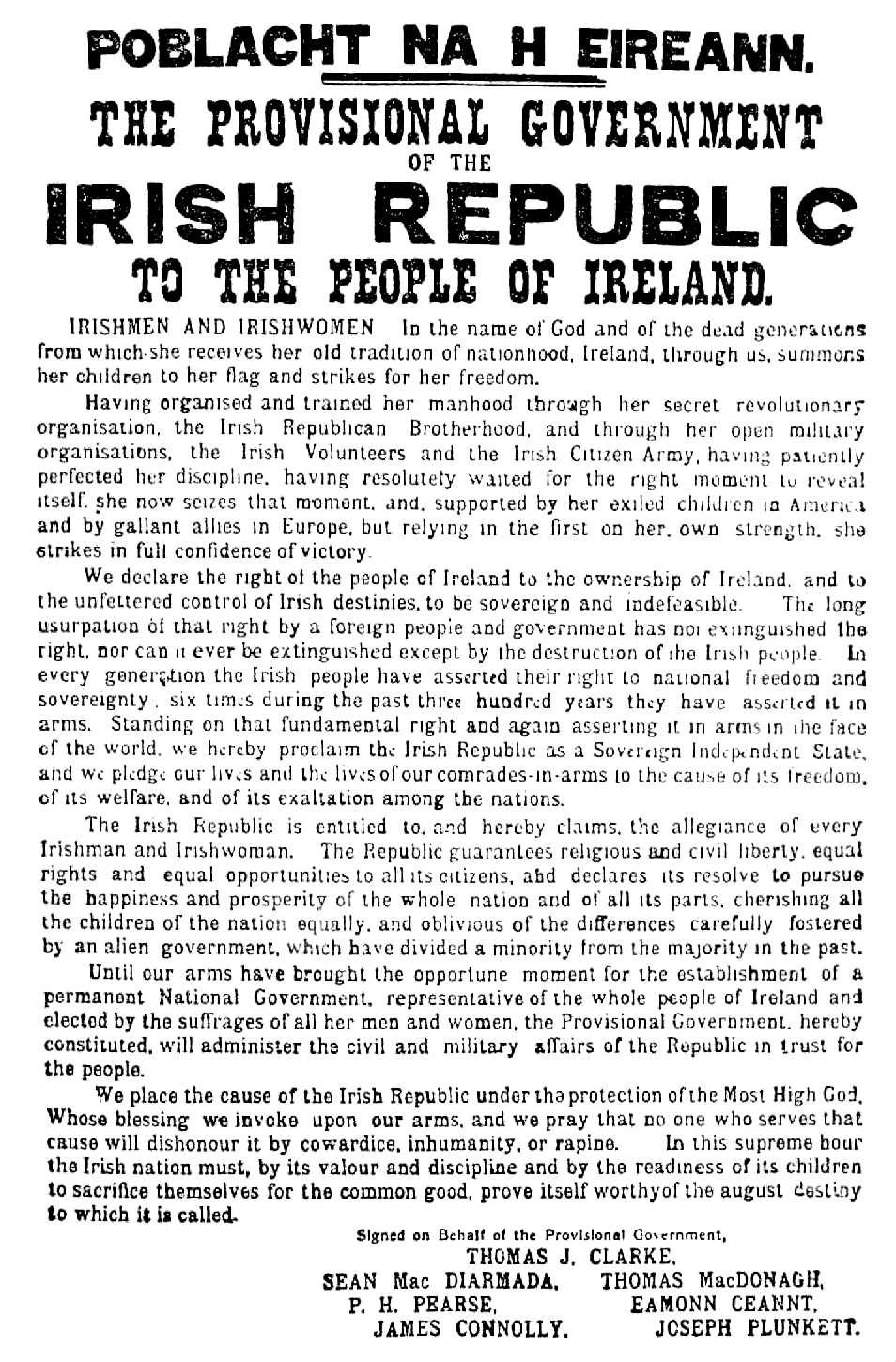
1916年の反乱軍によるアイルランド共和国宣言。

20世紀初頭、アイルランドは民族主義者と共和主義者の運動に揺さぶられ、すぐに連合主義者にも揺さぶられたが、イギリスは1914年に内政自治（アイルランド政府法）を制定することに最終的に合意し、イギリス国内での相対的な自治権を与えた。双方とも暴力の台頭に備え、民兵に組織化し、軍事訓練や武器の備蓄を増やした。1912年にはエドワード・カーソン・ユニオニストのアルスター志願兵、翌年にはアイルランド共和主義者同盟のアイルランド志願兵、アイルランド運輸・一般労働者組合のアイルランド市民軍が結成された。共和主義者は、第一次世界大戦中に採用する態度をめぐって意見が分かれているが、一方ではこれを反乱の機会と捉えている。1916年4月24日、アイルランド志願兵とアイルランド市民軍の約750人がダブリンでアイルランド全島が単一の独立共和国と宣言された。これがジェームズ・コノリーが指導するイースター蜂起の始まりだった。国民は当初、反乱軍を支持していなかったが、反乱軍の指導者のほとんどが武装した血なまぐさい弾圧の後、反乱軍の考えに共感した。武力行使に反対する小政党のシン・フェイン党は、イギリス人から暴動の発端になったと非難されている。その中に共和主義者が台頭してきたことで、重要な民族主義政党となった。
1918年12月の投票では、シン・フェイン党が選挙で大勝した。ウェストミンスター宮殿に座ることを拒み、105名の党員のうち26名がダブリンのドイル・エアラン（アイルランド国民議会の下院）に集まり、1919年1月21日にアイルランド共和国の独立を宣言した。同日、最初の衝突が起こった。アイルランド義勇軍の再編成であるアイルランド共和軍は、イギリス軍との武力闘争を組織しており、一部の町では「レーテ」や「ソビエト」に相当する評議会が組織されている。1921年には二国間停戦が合意され、12月6日にはマイケル・コリンズとアーサー・グリフィスが北アイルランドとアイルランド自由国の間で島を分割する英愛条約に調印した。下院では受け入れられたものの（6月16日の選挙では条約賛成派が勝利した）、アイルランド共和軍の義勇の大多数によって条約は否決された。一方は公軍に参加し、他方は条約に反対して戦いを続けた。1922年6月28日、旧戦友の間で内戦が勃発した。1923年4月27日、敗北を確信したアイルランド共和軍は、エイモン・デ・ヴァレラの声で停戦を決定した。
1922年12月6日に正式に宣言されたアイルランド自由国内では、エイモン・デ・ヴァレラの共和党とウィリアム・コスグレイヴの統一アイルランド党が衝突し、シン・フェイン党は支持を失った。一時はシン・フェイン党から分離されたアイルランド共和軍は、より社会主義化した党派と単一の軍事活動を行う党派に分かれ、「自由アイルランド（Saor Éire）」を設立し、政治的に生き残ろうとした。1932年に権力を握ったエイモン・デ・ヴァレラと共和党は、ファシスト運動であるブルーシャツに対抗するためにアイルランド共和軍を頼りにし、イギリスに対して経済戦争を組織した。しかし、同政府はその後、アイルランド共和軍を禁止した。1937年に制定されたアイルランド憲法は、国名を自由国からエールに変え、北アイルランドへの主張とカトリック教会の中心性を肯定している。1949年4月18日、クラン・ナ・プロバフタ（Clann na Poblachta）、統一アイルランド党、アイルランド労働党による連立政権の勝利を受け、アイルランドはイギリス連邦から離脱した

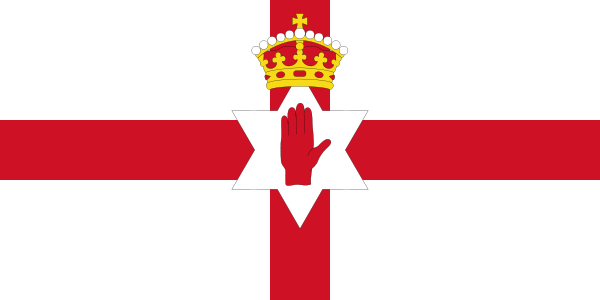
島の北東部にある6つの県からなる新国家の旗。

独立戦争中のアイルランド北東部では、アルスター特殊警察隊、ブラック・アンド・タンズ、旧アルスター義勇兵が、実際に反カトリックのポグロムを組織していた。アルスター地方を他から切り離す計画は、1916年にデビッド・ロイド・ジョージによってすでに提案されていた。1920年に行われ、プロテスタントが多数を占めるアントリム、アーマー、デリー/ロンドンデリー、ダウンの各県と、カトリックが多数を占めるファーマナ県、ティロン県は、1920年のアイルランド政府法によって北アイルランド議会の管理下に置かれた。新国家は、オレンジ教団との密接な関係を肯定しながら、カトリックの少数派に対する政治的、経済的、社会的差別を組織している。
1963年にテレンス・オニールが選出されるまで、北アイルランドは政治的に停滞していた。孤立したアイルランド共和軍は、武装活動の再開を何度か試みていた。1939年1月12日、イギリスへの宣戦布告に続いて、イギリスでも攻撃が行われた。そのメンバーの中には大ドイツ国の支持を得ようとした者もおり、後には他の反英武装グループ（キプロス闘争民族組織、エツェル、レヒ）にも接触した。1956年12月12日、国境キャンペーンが開始され、1962年には17名の死者（アイルランド共和軍11名、北アイルランドの警察組織である王立アルスター警察隊6名）を出して幕を閉じた。その後、アイルランド共和軍は武器を埋め、1968年に自由ウェールズ軍に売却した。

## 紛争

### 1966年 - 1969年
1916年のイースター蜂起を記念して、アイルランドの2つの政府間の和解は、ロイヤリストを準軍事行動に向けて押し上げた。1966年、ベルファストのバーで、反カトリック武装集団「アルスター義勇軍（UVF）」を結成した。5月27日、同組織はカトリックの民間人を射殺して紛争の最初の暴力行為とされることがあるものに署名する。UVFは宗派的な攻撃を増殖させ、時には致命的なものとなった。1960年代後半の手に入らなかった爆弾のいくつかは、当時のアイルランド共和軍に起因している。
経済的、社会的、政治的な差別を受けたカトリックを擁護するために、1966年から1968年にかけて、アメリカ合衆国の黒人の運動に触発され、北アイルランド公民権協会（NICRA）を中心とした公民権運動が組織された。要求は、基本的には選挙法の改革に基づいている。平和的なデモ活動は、王立アルスター警察隊（RUC）からのロイヤリストとの衝突や告発によって中断される。運動は、人民民主主義のようなグループの出現と公然と社会主義的な転換を取った。1968年10月5日、デリー/ロンドンデリーで禁断の行進の弾圧により77人が負傷した。北アイルランドのテレンス・オニール首相は、自由主義な見解と、公民権運動を「共産主義とアイルランド共和軍」の仕業とみなすロイヤリストの有権者との間で引き裂かれている。1969年1月4日の夜、ロイヤリストによるデモ襲撃事件の後、カトリックのゲットーであるボグサイド地区（デリー/ロンドンデリー）がRUCによって侵攻された。民衆は立ち上がり、近所のいたるところにバリケードを建て、「自由デリー」を設立した。
1969年5月1日に北アイルランドの首相に選出されたジェームス・チチスター・クラークは、選挙法の改革を約束した。しかし、RUCの摘発は暴力が増えていた。8月12日、デリー/ロンドンデリーの見習い少年団、オレンジ騎士団の若者は、ゲットーの人口に逆らってボグサイド付近を行進し、すぐにRUCに占領された。近隣住民は再び蜂起し、ボグサイドの戦いの引き金となり、石や火炎瓶、バトン、放水砲、ブローニング.30機関銃と催涙ガスで武装した装甲戦闘車両で報復した。暴動がRUC、アルスター特殊警察隊、ロイヤリストの複合力によって攻撃され、アイルランドの他の都市で暴動が勃発している間、バリケードをかけられ、人口は自衛を組織している。8月14日に到着したイギリス陸軍は介入しようとする。2日後には9人が死亡（すべて民間人でほとんどが共和主義者）、500軒の家が焼失し、1,820世帯が家から逃げ出したことが判明した。
北部のカトリック教徒からの呼びかけにもかかわらず、アイルランドはダブリンでの支援デモにもかかわらず、国境を越えずに人道支援のみを提供し、介入を躊躇した。エイモン・デ・ヴァレラの支援を受けたジャック・リンチ政権の数人は、密かに暴徒に武器を渡そうとし、政治的危機を引き起こした。パトリック・ヒラリー外務大臣（当時）は、国際連合にイギリスを相手に文句を言うが、東側諸国の予想外の支持に押されて撤回に追い込まれる。この危機の間、IRAは1962年に武器を埋めてしまったため、ゲットーを守ることはできなかった。1969年12月のIRA総会で、運動の指導者は、極左との連合を支持して運動を特徴づける棄権主義を放棄し、専ら政治的な路線を提示した。それを支持する投票の直後、再軍備推進派と軍国主義的な路線が分裂してIRA暫定派（PIRA）が結成された。より政治的な転向の支持者は、公式IRA（OIRA）に改名している。

### 1970年 - 1971年
IRA暫定派（PIRA）は分裂後500名しかいなかったが、その数は急速に増加し、1970年には2000人に達した。最初の行動は、カトリックのゲットーの自己防衛に焦点を当てた。1970年6月27日、ベルファストのショート・ストランド地区にある聖マシュー教会を守るために住民が呼びかけた聖マシューの戦いに初めて介入した。聖マシュー教会は、ロイヤリストの暴徒が焼き討ちを望んでいた教会だった。IRA暫定派のひとりが殺害され、プロテスタント2人とともに紛争で初めての犠牲者となる。7月3日、ベルファストの地区であるローワー・フォールズでは、2人のIRAがイギリス陸軍と初めて戦い、捜索後に発生した暴動に介入する。
1971年初頭、イギリス陸軍は共和国地域の秩序を維持するために2つのIRAと協議していた。IRAは2月まで様々なゲットーを支配している。この増援に直面した陸軍は、四角形作戦を再開した。2月6日、アイルランドでは1921年以来、兵役中に死亡した初のイギリス人兵士をIRA暫定派が射殺した。1971年、IRA暫定派の行動は都市部と農村部の両方で本格的なゲリラ戦へと変貌を遂げた。官軍がもっぱら軍事的・政治的目標を目指しているのに対し、暫定軍は経済的目標のみを攻撃して占領のコストを増やそうとしている。1971年5月15日、アルスター防衛同盟 は、様々なプロテスタントの自衛グループの法的連合として設立され、後に最大のロイヤリスト準軍事グループとなった。1971年8月、ベルファスト西部のバリーマーフィーで起きた虐殺で10人の民間人が死亡した。1971年12月、イギリスの準軍人がカトリックのバーで爆弾を爆発させ、15人を殺害した。紛争の中でも最も致命的な攻撃のひとつである。
ロンドンの支持を得て、穏健派（民族主義者、共和主義者、公民権運動の一員）は1971年8月に社会民主労働党を結成した。1971年3月20日、急進的なユニオニストに近いブライアン・フォークナーが北アイルランドの首相に就任した。1922年の特別権力法を適用して、イギリス陸軍は1971年8月9日のデミトリウス作戦で、共和主義支持者と疑われた300人以上の男を逮捕した。この作戦は失敗に終わったが、北アイルランドでの裁判なしの抑留の始まりとなった。クラムリンロード刑務所、マギリガン刑務所、メイズ刑務所、メイドストーン囚人船などでの取り調べでは、拘禁者は拷問や虐待を受けている。自由アイルランド（Saor Éire）の襲撃を受け、ジャック・リンチ政府は、南部に介入しようとした。1971年8月9日から1975年12月5日までの間に、1,981人が抑留され、そのうち1,874人がカトリックまたは共和主義者であった。イギリス陸軍は、IRAと自衛委員会との協議中で保護するように見えたが、デミトリウス作戦は軍に対してカトリック教徒を陥れるもので、その時には準軍人に頼って守っていた。すべての反ユニオニスト政党によって、家賃・料金のゼネラル・ストライキが開始され、抑留者とその家族のための支援委員会が設置された。1971年7月、社会民主労働党は、抑留に抗議して北アイルランド議会を離脱した。北アイルランド公民権協会（NICRA）はアイルランド共産党と公式IRAに溺れて影響力を失った。これは、シン・フェイン暫定派と人民民主主義が設立したグループである北部抵抗運動が立ち上げた市民の不服従運動を、主導権を握ることなく支援しているに過ぎない。

### 1972年
1972年は紛争の中で最も死者が多かった年で、500人近くの死者が出た。1月30日、第1パラシュート大隊は、デモに参加していた公式IRA（OIRA）とIRA暫定派（PIRA）の一員が非武装で来ていたのに対し、IRAの銃撃戦の報復だと主張し、ボグサイド近くの2万人の平和的な行進に発砲した。血の日曜日事件であり、死者数は14人だった。イギリス陸軍の行動はすぐさま国際的な非難を受け、北アイルランドのカトリック教徒はストライキやデモを行った。3月10日、PIRAは3日間の停戦を宣言し、イギリス政府との交渉を求めたが、成功しなかった。3月24日、北アイルランドは英国王室の直接支配下に入った。ロイヤリストは春から夏にかけて、カトリックのゲットーのように近所にバリケードを張り巡らせている。
ロイヤル・アイリシュ連隊の兵士の殺害は、公式IRAによって、その時点ではカトリック系のものであったが、カトリック系のコミュニティからの強い抗議を引き起こし、一方的な停戦につながり、5月29日に組織の武装軍事行動を終了させた。一方でIRA暫定派が外国の武装勢力に接近した。中には、パレスチナ解放人民戦線、占領下アラブ湾岸解放人民戦線、ファタハ、バスク祖国と自由、ブルターニュ解放戦線などがある。また、アメリカ合衆国を中心とした世界中のアイルランド人コミュニティから財政的な支援を受けている。
5月、政治犯としての地位を得ようと、クラムリンロード刑務所で共和主義者によるハンガーストライキが始まる。これは、6月26日の暫定派とイギリス政府との間の二国間停戦の後に与えられたものである。しかし、会談は決裂し、7月には攻撃や爆撃が再開された。7月21日には血の金曜日事件が起きた。これにより、IRA暫定派の爆弾22個がベルファストで爆発し、9人が死亡した。10日後、装甲戦車に支えられた2万1000人のイギリス陸軍兵士がカトリックのゲットーに侵攻し、モーターマン作戦で住民が建てたバリケードを破壊した。いくつかのプロテスタント地区を取り囲むバリケードも取り壊された。アイルランドの欧州経済共同体加盟をめぐる５月の国民投票を批判し、共和主義者は南方政府からの弾圧に苦しんだ。カーラ強制収容所は、マウントジョイ刑務所で共和主義者の暴動が起きた翌日の5月19日に開設され、特別刑事裁判所は陪審員なしで行われた。ミュンヘン五輪の人質事件を受けて、イギリス政府とアイルランド政府は、共和主義者に対抗するために、北アイルランドの穏健な政治勢力（社会民主労働党、北アイルランド同盟党など）を支援することにした。1972年11月1日、「北アイルランドの未来」と題したイギリスの政治的解決策のグリーン・ペーパー（欧州委員会からの公式報告書で、政策立案を視野に入れた議論のための一連の提案を含む）が発表された。イギリスは、アイルランドを統一して連邦化するという考えを受け入れている。抑圧が南のIRA暫定派を襲い、相次いで、ショーン・マック・スティオファイン、ジョゼフ・カーヒル、ショーン・オ・ブラデー、ルアイリ・オ・ブラデー が逮捕された。イギリスの諜報機関に関連してアルスター防衛同盟の一員によるダブリンでの襲撃事件を受け、南部政府は無罪推定の原則に違反して、IRAの一員である容疑者に無実を証明することを義務付ける法律を可決しようとしていた。

### 1973年 - 1974年
直接統治の導入に伴い、イギリス政府は北アイルランドでの新体制を模索している。1973年3月8日、島の南北の国境を廃止することを提案する国民投票が行われた。しかし、共和主義者とナショナリストにボイコットされ、41％の棄権、99％が英国の権威の維持に賛成票を入れた。その12日後、白書「北アイルランド憲法案」が発表され、穏健派（国粋主義者と組合主義者）の間での権力分担の観点から比例代表制への回帰を提案し、アイルランドとイギリスの共同機関であるアイルランド評議会の創設を提案した。6月には、新しい北アイルランド議会の選挙が行われ、白書に反対する組合員が78議席中27議席を獲得し、白書計画を支持する組合員が22議席を獲得した。サニングデール協定は、1973年12月9日にイギリス政府とアイルランド政府、社会民主労働党、北アイルランド同盟党、アルスター統一党の代表者によって署名された。
1972年の終わりに、ロイヤリスト準軍人は、暗殺と民間人への宗派的な攻撃を再開した。イギリスとロイヤリストの関係は悪化し、後者はイギリスの撤退を恐れた。1973年2月3日、そのうちの1人目が抑留された。アルスター防衛同盟と労働者ロイヤリスト協会は、カトリック側で７人の死者を出したゼネラル・ストライキの呼びかけに反応した。アルスター自由戦士団とアルスター義勇軍による処刑と抜き打ち爆撃は、1973年と1974年に増加した。1974年4月22日、アルスター労働者評議会（UWC）が設立され、アルスター陸軍評議会（様々なロイヤリスト準軍事組織）の支援を受けた。1974年5月14日、サニングデール協定の提案は北アイルランド議会で受け入れられた。直ちに、UWCはゼネストを開始し、アルスター防衛同盟はベルファストにバリケードを設置し、労働を止めていない工場や作業場を強制的に解体した。IRA暫定派がストライキ中のすべての暴力をやめると、ロイヤリストの攻撃と殺害が激化した。ダブリン・モナハン爆弾事件は、1993年にアルスター義勇軍が責任を主張し、イギリスのシークレットサービスと共謀して行われた疑いがあり、28人の死者と258人の負傷者を出した。軍の介入を拒否したことで、政府はストライキ隊に屈し、サニングデール合意の権力共有機関を停止せざるを得なくなっている。5月28日、ブライアン・フォークナーは辞任し、その結果、直接統治が再び導入された。
IRA暫定派と北部の共和主義運動は、1972年以降イギリス陸軍による抑留と略式処刑に苦しんだ。しかし、暫定派は武器を強化しており、特にリビアから武器を輸入し、RPGや遠隔起爆装置を手に入れ、民間人の犠牲者を最小限に抑えることができるようになった。抑圧のリスクに直面し、組織は分かれた。1973年8月、イギリスでの火炎放射爆撃の引き金となった。致命的なIRA攻撃の取り締まりは、いくつかの司法の誤審を引き起こした。
1973年7月、公序を乱したとして投獄された人民民主主義の指導者2人が、政治犯の地位を得るためにハンガーストライキを行った際の民衆運動が再現された。政治的人質解放委員会は、デモを組織して暴動を起こした。囚人が釈放されたにもかかわらず、運動は拡大を続けている。1973年初頭、ダーヒー・オ・コネルとシェイマス・トゥーミーの影響下にあったIRA暫定派は、左翼と社会主義に転向し始めた。1974年、状況を落ち着かせようと、北アイルランドではシン・フェイン暫定派（アルスター義勇軍とともに）が認可され、6月には初めて地方自治体の選挙に参加した。1974年12月にプロテスタント聖職者の仲介を経て、イギリス政府との協議が行われ、12月22日にIRA暫定派がクリスマス休戦を発表した。

### 1975年 - 1979年
休戦は1975年1月2日に終了した。イギリス政府は、外交官ジェームズ・アランとMI6諜報員のマイケル・オートリーを介して、暫定IRAと秘密交渉を開始した。軍事的撤退のための抑留者と協議を解放することを約束し、イギリスは2月8日に発表された暫定IRAから無制限の停戦を取得した。シン・フェイン党が管理する「休戦インシデント・センター」は休戦を確認する必要があった。暴力は1975年の夏に徐々に再開された。IRA暫定派の自治会などが参加していた。IRA暫定派と英国政府との間で密かに協議が続いていたが、11月12日に休戦インシデント・センターは閉鎖され、休戦インシデント・センターという名だけの休戦は終了した。
1974年12月、アイルランド共和国社会党は公式シン・フェイン党（アイルランド労働者党）から分裂した。これを受けて、公式IRAは1975年初頭に、時にはアルスター義勇軍とのつながりがあり、新組織の一員に対する暗殺を開始した。1975年秋、暫定派と役人の間で対立が勃発し、数名の死者を出した。アイルランド共和社会党の武装組織であるアイルランド国民解放軍は、軍事的にIRA暫定派に接近している。
1977年、IRA暫定派はジェリー・アダムズとマーティン・マクギネスの指導の下、再編成された。シン・フェイン党の役割も明記され、北も南も大衆組織にしてしまえばいいということになった。イギリスの利益に反して海外で活動する部隊が作られた。1979年には、暫定派は駐オランダ英国大使リチャード・サイクスとエディンバラ公フィリップの叔父ルイス・マウントバッテンを殺害し、アイルランド国民解放軍はマーガレット・サッチャーの親戚であるエアリー・ニーヴを射殺した。この時、共和主義者の準軍事組織は著名な人物を標的にしていた。
ロイヤリストは休戦に反対しており、カトリック教徒を攻撃することで休戦を打ち破るつもりでいるため、IRA暫定派は再び武装してゲットーを守ることになった。異なる準軍事グループを調整する新しい組織、アルスター・ロイヤリスト中央調整委員会が設立された。1975年5月の選挙での勝利によって強化されたロイヤリストは、1965年のローデシア共和国の独立と同様に、アイルランドとイギリスの両方から独立した北アイルランドへの英国の撤退と軍事的買収を準備していた。1977年5月2日、アルスター労働者評議会と準軍事グループで構成されるユナイテッド・ユニオニスト行動評議会は、1974年のゼネラル・ストライキをモデルにした新たなゼネストを求めた。しかし、ストライキは失敗に終わり、11日後に終了した。宗派的な攻撃の増加はロイヤリストの不利に働き、1975年11月には再びアルスター義勇軍が禁止された。1970年代後半になると、ロイヤリストの暴力に関する裁判が始まった。ギャングのシャンキル・ブッチャーズの一員11人に終身刑が言い渡された。
暫定的な政治的解決策とされた1975年5月の選挙は失敗に終わり、ロイヤリストが大多数を獲得し、共和主義者がボイコットを呼びかけた（棄権率40％）。それにもかかわらず、危機を終わらせようとする意欲は、国民、政府、準軍事組織の間でも顕著に見られる。1976年12月、雇用差別に終止符を打とうと、公正雇用法が成立した。1976年8月、3人の子どもの死をきっかけに自然発生的に平和運動が始まり、すぐにマイレッド・コリガン・マグワイアとベティ・ウィリアムズの「ピース・ピープル」へと変貌を遂げた。双方の親衛隊は、1976年後半、英国政府抜きの和平交渉を、ロイヤリストのデスモンド・ボール弁護士と共和党のショーン・マクブライド弁護士を通じて開始したが、この計画は翌年早々に失敗に終わった。1977年のジミー・カーター米大統領や1979年のヨハネ・パウロ2世教皇など、一部の国際的な著名人が紛争の解決を求めた。1979年5月、イギリスの選挙で保守党が勝利し、マーガレット・サッチャーを政権に押し上げた。3月に親戚の一人であるエアリー・ニーヴがアイルランド国民解放軍によって殺害されたことは、アイルランド共和主義者と民族主義者に対する反抗的な態度の一端を説明している。1975年以降、北アイルランドにおけるイギリスの政策は、犯罪化 と「アルスター化」 の2つの方針に沿って整理されていた。その目的は、イギリス政府が現地採用の部隊にもっと頼ることで、イギリス兵の損失を抑え、政治指導者が紛争を終わらせるための圧力を減らすことにあった。
1975年の休戦により、裁判なしでの抑留に終止符が打たれたが、陪審員なしの裁判と裁判官一人だけの裁判は続いた。1975年11月4日、1976年3月1日から適用される特別カテゴリー（Special Category Status）の終了が発表された。軍事組織犯罪は北アイルランドではコモンローとして裁かれるようになり、南部では新たな治安対策が確立されている。早ければ1976年には、メイズ刑務所の共和主義の囚人は、コモンローの囚人の制服を着ることを拒否していた。これがブランケット闘争となり、その後成長し、1977年の半ばには約150人、1978年には約300人の参加者がいた。1978年3月にこの運動は「不潔闘争」で新たな局面を迎え、共和主義の囚人は看守の暴力に抗議するために自分の体を洗うために独房から出ることを拒否していた。その後、刑務所の廊下に尿を放り込み、自分の排泄物を独房の壁に並べる。しかし、イギリス政府は反応しなかった。

### 1980年 - 1990年
1980年代初頭には、Hブロック紛争（刑務所の建物の愛称で、「H」の形をしたもの）が激化し、北アイルランドの問題が国際的に注目されるようになった。1980年1月、共和主義の囚人は要求事項「五つの要求」を発表した。10月10日、シン・フェイン党は27日のハンガーストライキを発表、続いてIRA暫定派の6名とアイルランド国民解放軍の1名がロングケシュ（メイズ刑務所の愛称）で拘束され、12月1日にはIRA暫定派の囚人3名、10日には23名が参加した。IRA暫定派と英国政府の合意により、これに終止符が打たれた。1981年3月1日、特別カテゴリー（Special Category Status）終了の記念日に、IRA暫定派役員のボビー・サンズは食事を拒否し、第2次ハンガーストライキを開始した。IRA暫定派とアイルランド国民解放軍の他の囚人もストライキに参加した。共和主義者は、北アイルランドと南アイルランドの選挙でストライキ参加者の何人かを走らせている。4月10日、ボビー・サンズは下院議員に当選し、政治とメディアを騒がせたが、5月5日に死去した。6月11日、キエラン・ドハーティはアイルランドの国会議員に選出されるが、8月2日に死去。赤十字社、欧州人権裁判所、バチカン、当時のアイルランド政府が介入しようとしたにもかかわらず、11人の囚人がストライキ中に死亡した。世界中でストライキ隊を支援するための委員会が結成され、イラン、ソビエト連邦、旧イギリス植民地を含む国がイギリスの行動を批判している。

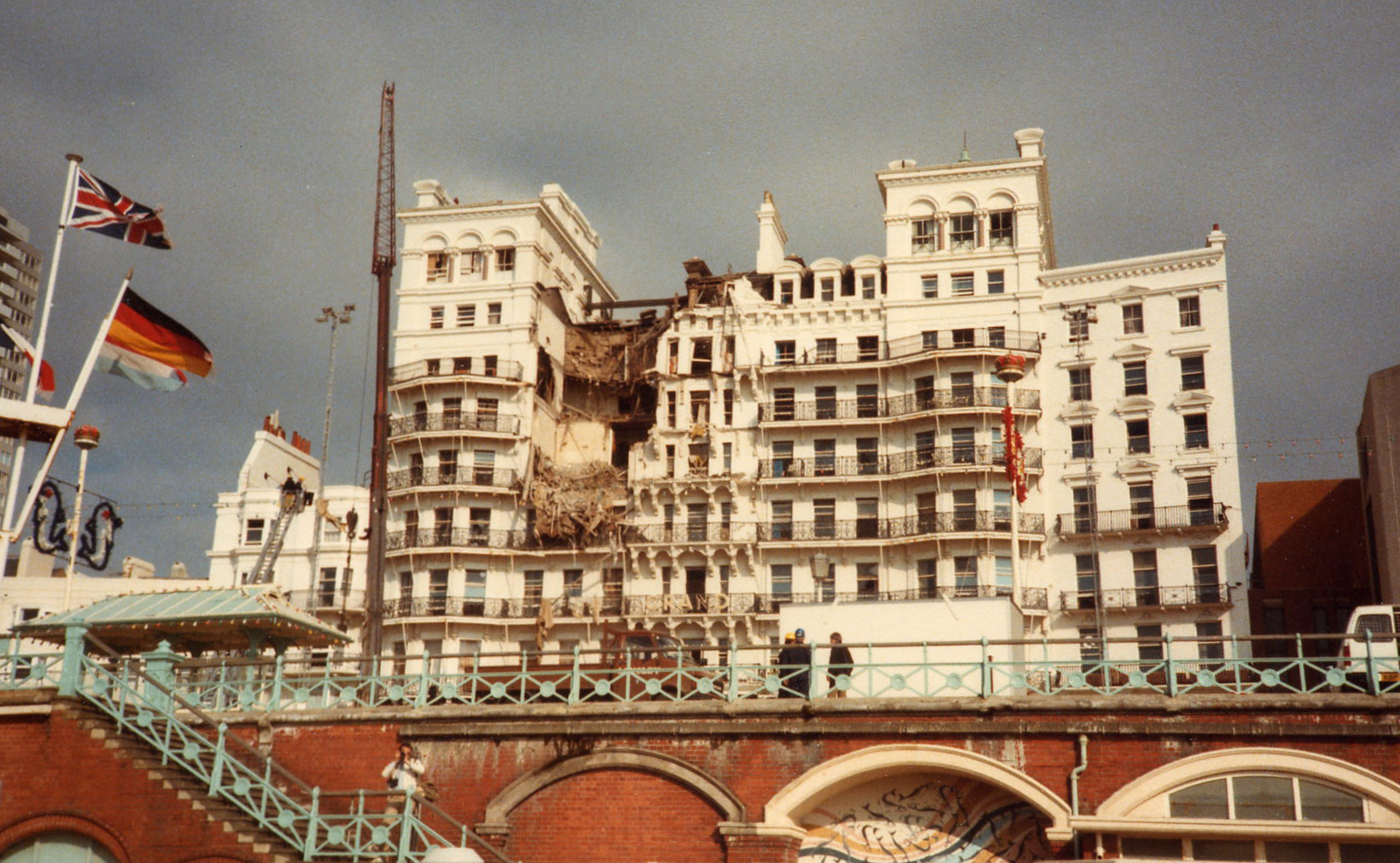
1984年にIRA暫定派はブライトンのグランドホテルで爆弾を爆発させてマーガレット・サッチャー英首相を暗殺しようとした

マーガレット・サッチャーは、MI6、IRA暫定派と特定の囚人の間の接触にもかかわらず、「私たちはテロリストと話をしない」と述べ、妥協することを拒否している。ストライキ隊の死を受け、IRA暫定派は首相を死刑にすることを求めている。1984年10月12日午前2時45分、保守党の年次総会会場となったブライトンのグランドホテルでIRA暫定派の爆弾が爆発した。5人が死亡したが、マーガレット・サッチャーは辛うじて逃げ切った。任期中、マーガレット・サッチャーは、IRA暫定派であれ、アフリカ民族会議であれ、武装グループとのいかなる話し合いも拒否した。この柔軟性のなさは、第二次ハンガーストライキ中のイギリスのシークレットサービスによるプロパガンダの増加に反映されている。1980年代初頭には、ロイヤリストの準軍事組織やシークレットサービスによる暗殺が行われ、時には首相の同意を得た上で行動することもあった。E4Aや特殊空挺部隊のような軍や警察の部隊は、想定される「射殺政策」に関与している。これらの殺人は共和主義の政治家、特に囚人の闘争を支持している人を標的にしている。10年の終わりには、ジョン・ストーカーのような記者や警察官の調査や、ピーター・ライトのような元シークレット・サービス官の自白によって、「厄介事」が始まって以来のイギリスの活動についていくつかの暴露がなされることになる。これらには、誤爆、1974年の労働党政権の不安定化、死の会などが含まれる。
共和主義陣営は10年の間に大きく変化した。IRA暫定派総会は1986年9月20日にミーズ県で、11月2日にはダブリンでシン・フェイン党の党大会（Ard Fheis）が開催された。選挙主義の支持者（ジェリー・アダムズ 、マーティン・マクギネス、パトリック・ドハーティなど）と、棄権主義の伝統主義者（ルアイリ・オ・ブラデー、ショーン・マック・スティオファインなど）という対立する2つの流れがある。10月の総会では、武力闘争の継続を誓う一方で、選挙政治への幅広い参加への道を切り開いた。党大会では、共和主義の伝統である棄権主義に終止符を打つことが提案されている。動議は429票対161票で可決された。伝統主義者はその後、シン・フェイン党を離れ、共和主義シン・フェイン党を設立した。ダニー・モリソンの言葉を借りれば、共和主義者の戦略は「アーマライトと投票箱」になっている。
1981年のハンガーストライキでは、アイルランド国民解放軍はIRA暫定派とは異なり、攻撃の回数を増やした。リーダーのドミニク・マクグリンチィが逮捕された翌年、組織は崩壊した。異なるグループ間の血みどろの和解は、1987年にジェリー・アダムズがアイルランド国民解放軍の自己解散を要求することを余儀なくされた。その後、その一員はほとんどが武装闘争を放棄し、時には犯罪行為に走ることもあった。1980年代初頭、イギリスとアイルランドは、1982年のプラン・プライヤー、1985年11月のニュー・アイルランド・フォーラム、英愛協定など、両国間の対話を通じて紛争を解決しようとした。ユニオニストの怒りを買ったこの協定は、アイルランドに北アイルランドの政策に関する発言権を与えた。1988年1月11日、社会民主労働党は、民族主義との選挙連立、政治的解決への道筋、ひいては暫定IRAの武装解除を視野に入れて、シン・フェイン党との協議を開始した。1989年は、その後の10年間の平和構築の実質的な出発点であった。北アイルランドのピーター・ブルック国務長官は、IRA暫定派に対する軍事的勝利の可能性を疑っていることを認め、行動を縮小する場合は、IRAとの協議を検討するとしている。1990年3月、シン・フェイン党の声を通じて、協議の前提として停戦を拒否した。11月にマーガレット・サッチャーに代わって保守党のジョン・メージャーが首相に就任した。IRA暫定派は1975年以来となる3日間のクリスマス休戦を発表した。

### 1991年 - 1998年
早くも1991年2月7日、IRA暫定派は新英首相の自邸があるダウニング街10番地を迫撃砲で攻撃して、北アイルランド問題の根絶を警告した。しかし、平和につながる議論は、シークレットサービス、政党、聖職者などによって行われていた。1992年には、社会民主労働党がユニオニストとの合意に達しようとし、1993年には（ジョン・ヒューム、マーティン・マクギネス、ジェリー・アダムズを通じて）シン・フェイン党との合意に達しようとした。しかし、共和主義者への最大の支持は、1992年アメリカ合衆国大統領選挙中に民主党のビル・クリントン候補が北アイルランドでのイギリスの政策を批判したことで、大西洋の向こう側からのものだった。

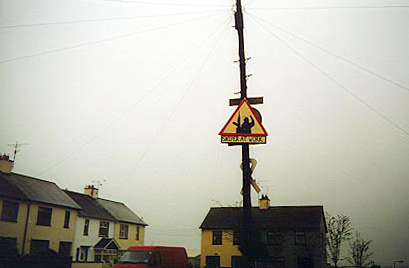
1990年代前半、IRA暫定派はスナイパーを大々的に利用していた

これらの進歩にもかかわらず、暴力は双方の側で続いている。宗派的な殺害運動を再開しているのはロイヤリストのみならず、シン・フェイン党も再開していた。IRA暫定派がイギリスで爆弾攻撃作戦を開始した（ワリントン爆撃、シティ爆撃など）。また、同じリパブリカンながら対立するアイルランド人民解放機構(IPLO)のメンバーらを殺害し壊滅させたり 、麻薬の密売を攻撃し、マーティン・ケーヒルなどの密売人を撃ち落としたりして警察の役割を担っている。1993年12月15日、イギリスとアイルランドのジョン・メージャー首相とアルバート・レイノルズ首相は、ダウニング街宣言で、北アイルランドの自決権を肯定した。和平プロセスの進展を知っていたIRA暫定派は、1994年8月31日に停戦を決定し、続いて9月9日にはアルスター義勇軍とアルスター自由戦士団が参加した。
1994年1月、ビル・クリントンはジェリー・アダムズにアメリカ合衆国の限定ビザを与えた。共和主義者、民族主義者、ロイヤリストをイギリスの電波に乗せないようにしていた検閲が解除された。様々な準軍事組織が和平後の政治領域での展開を検討しているが、軍縮問題については、1997年に英国政府とアイルランド政府によって承認された国際委員会である独立国際武装解除委員会が管理しているため、協議は行き詰まっている。1年半の休戦の後、1996年2月9日、和平プロセスの進展のなさに失望したIRA暫定派は、イギリスでの攻撃活動を再開して休戦を破り、共和主義者の準軍事キャンプでは反体制派が出現し始めた。アイルランド国民解放軍の活動に加えて、共和主義シン・フェイン党の武装支部であるIRA継続派 も活動している。

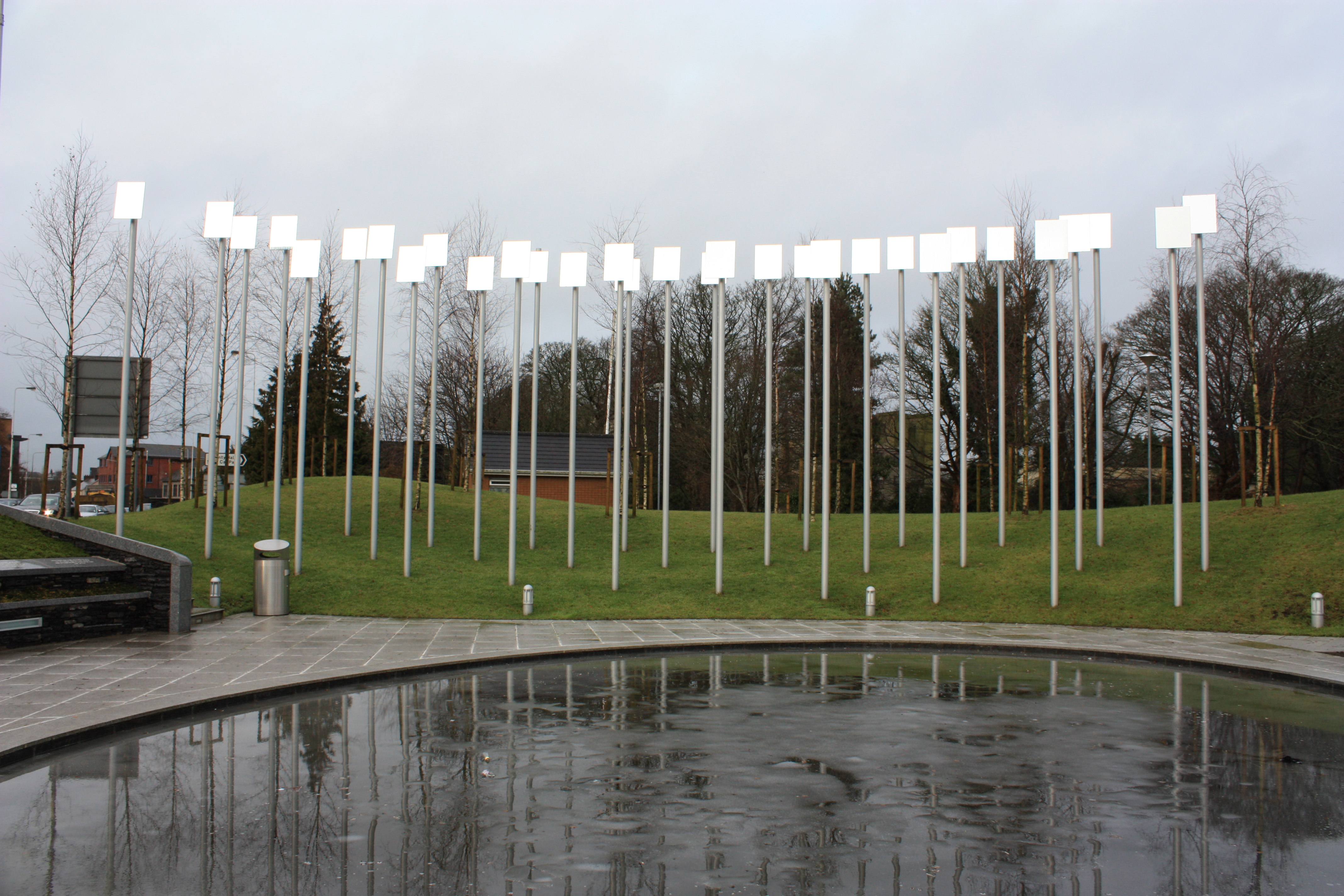
北アイルランド紛争の中で最も致命的なもののひとつであるオマー爆弾テロ事件の記念碑

1997年5月1日、労働党のトニー・ブレアがジョン・メージャーに代わって首相に就任し、すぐにシン・フェイン党との会談を開始した。7月20日、IRA暫定派は新たな休戦を宣言し、9月9日にシン・フェイン党は非暴力の呼びかけを発表した。しかし、アイルランド国民解放軍、IRA継続派、ロイヤリスト義勇軍（アルスター義勇軍の分派）、真のIRA（IRA暫定派の新たな分派）が攻撃を続ける一方で、「カトリック反乱軍（Catholic Reaction Force）」や「麻薬に対する直接行動（Direct Action Against Drugs）」など、刹那的な存在感を持つ新たなグループが台頭してきている。1998年4月10日、ベルファスト合意はトニー・ブレア英首相とバーティ・アハーン愛首相によって署名され、アルスター統一党のデヴィッド・トリンブル、社会民主労働党のジョン・ヒューム、シン・フェイン党のジェリー・アダムズの支援を受けた。これにより、アイルランド憲法に明記されている北アイルランドの領有権主張に終止符を打ち、将来の連合政府の基礎を築き、軍縮と囚人の解放処置を開始した。5月22日、2つの国民投票（北部と南部）で合意が承認された。賛成票は、北部では77.1％、南部では94.5％であった。プロテスタント人口の半分、カトリック教徒の1割が反対票を投じていた。1998年6月25日、新しい北アイルランド議会の最初の選挙が行われた。しかし、和平合意が完全な和解につながるわけではない。8月15日、真のIRAはオマーで自動車爆弾を爆発させ（オマー爆弾テロ事件）、28人を殺害した。この攻撃は、和平合意のすべての署名者と住民によって非難された。その2日後、アイルランド国民解放軍は和平案を承認し、停戦を宣言した。デヴィッド・トリンブルとジョン・ヒュームはノーベル平和賞を受賞した。

### 1999年 - 2010年

北アイルランドにおける1997年から2015年までの選挙結果の地理的変遷

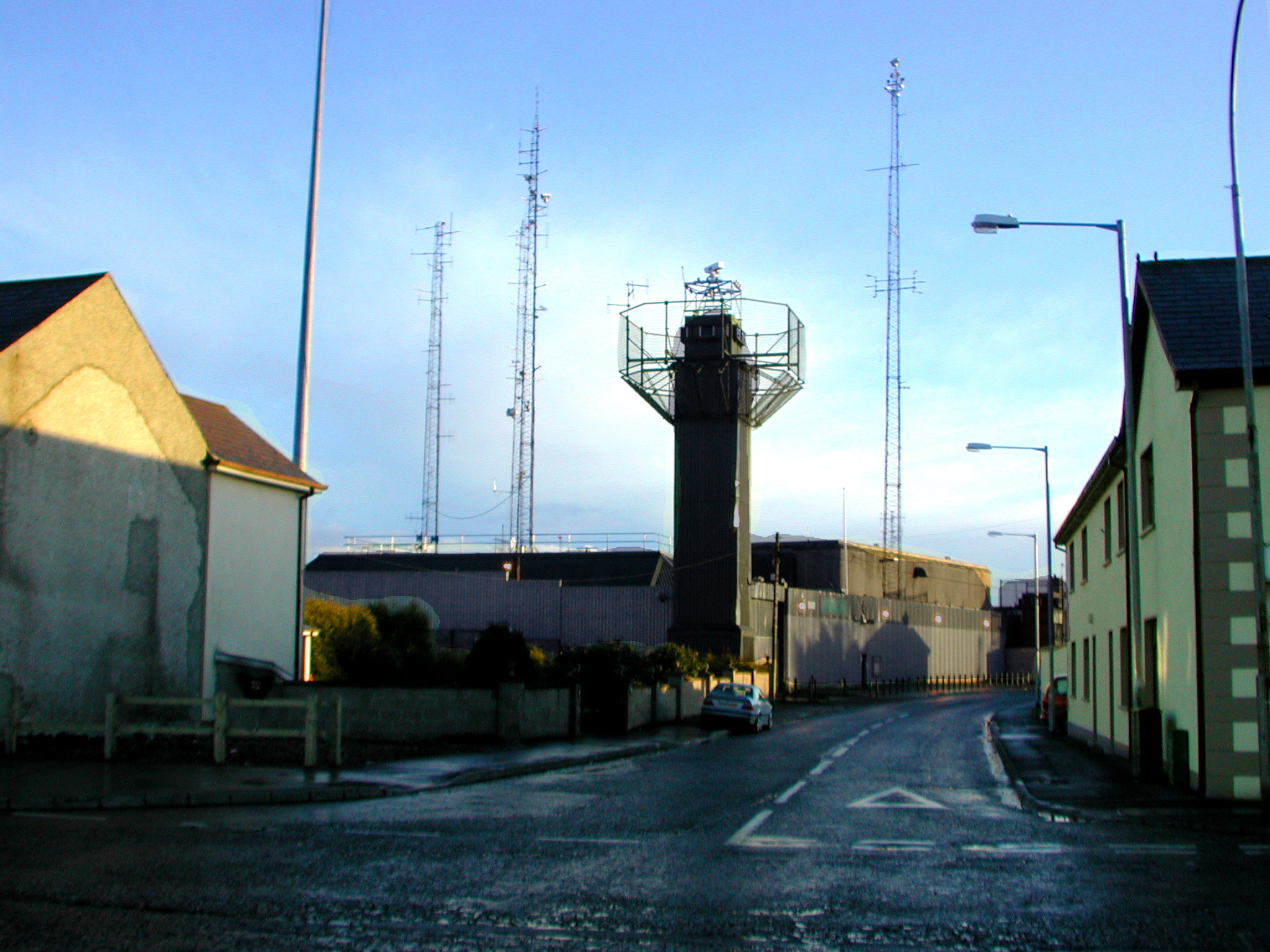
北アイルランドのアーマー県クロスマグレンのイギリスの監視塔（2001年）

1999年12月2日にベルファスト合意に基づく新政権が発足し、デヴィッド・トリンブルが首相に就任した。直接統治は、主に和平合意が進展していないことを理由に、北アイルランド国務長官によって10年の間に何度か復活させられた。和平合意後、王立アルスター警察隊は、ユニオニストの反対にもかかわらず、2001年11月4日に北アイルランド警察に改編された。穏健派政党は選挙で敗北を喫し、2007年5月8日に民主統一党のイアン・ペイズリーが北アイルランドの首相に、元IRA暫定派の参謀長でシン・フェイン党の党員でもあるマーティン・マクギネスが副首相に就任した。翌年に辞任したイアン・ペイズリーの後任は、民主統一党のピーター・ロビンスンだった。
ベルファスト合意にもかかわらず暴力は続いているが、その程度ははるかに低い。和平合意に参加している団体の反対派組織は、赤手防衛軍、オレンジ騎士団、IRA継続派など、攻撃や暗殺を続けている。2001年10月12日、アルスター防衛同盟、アルスター自由戦士団、ロイヤリスト義勇軍の停戦は英国政府によって無効と宣言された。10年間の準軍事的暴力の大部分は、真のIRAやIRA継続派のような反体制派の共和主義グループによるイギリスに対する新たな活動にもかかわらず、麻薬密売人の銃撃や殺害の形であったが、ロンドンも襲った。2005年7月28日、IRA暫定派は武力行使の決定的な終了を発表し、続いて2009年10月11日にはアイルランド国民解放軍による武力行使の終了を発表した。
2000年代を通じて準軍事組織の武装解除が進んだ。ロイヤリスト義勇軍は 1998年12月に一部の武器を降伏させたが、IRA暫定派の武器の初期備蓄品が降伏したのは2000年6月になってからであった。独立国際廃炉委員会は、2005年9月26日にIRA暫定派、2010年に公式IRA、アイルランド国民解放軍の完全武装解除を保証した。アルスター義勇軍と赤手奇襲隊は、2009年6月18日から武器の返却を開始し、アルスター防衛同盟がそれに続いた。2007年8月1日、北アイルランドでのイギリス軍の作戦は38年ぶりに正式に終了した。
しかし、宗教間の暴力が完全に鎮火したわけではない。空間的・社会的な分離が進むにつれ、衝突の危険性を制限するために「平和の壁」が定期的に建設され、特にポートダウンのオレンジ・パレードや、プロテスタント地区にあるカトリック学校の周辺では定期的に暴動が発生している。

## 武力紛争
北アイルランド警察によると、1969年から2003年までの間に、36,923件の銃撃事件、16,209件の爆弾テロや爆破未遂、2,225件の放火や放火未遂が発生している。1972年から2003年の間に、19,605人がテロ容疑で起訴された。
マルコム・サットンによると、1969年から2001年の間の紛争で3,526人が死亡している。
- 2,058人が共和主義の準軍事組織によって殺害
- 1,018人がロイヤリスト準軍事組織によって殺害
- 363人がイギリスの治安部隊によって殺害
- 1,842人が民間人
- 1,114人がイギリスの治安部隊
- 393が共和主義の準軍人
- 167人がロイヤリスト準軍人

北アイルランド年間統計概要は、1969年8月と2002年8月の間を対象とし、22,539件の武装強盗で43,074,000ポンドの被害総額となった。
北アイルランド警察によると、1969年から2003年の間に治安部隊が押収した銃器は12,025丁、爆発物は112,969kgである。

### 公式治安部隊
紛争は北アイルランド以外にも及ぶことがあり、連邦捜査局やデンマーク警察のような世界中の異なる治安部隊（軍隊、警察、諜報機関）が関与している。しかし、主な法執行機関は、北アイルランドの機関と、アイルランドの機関（アイルランド国防軍とアイルランド警察）と、それ以外のイギリスの機関である。
王立アルスター警察隊（RUC）は、1922年に設立された北アイルランドの主要な警察組織である。プロテスタントの採用は多くの批判を集め、2001年に北アイルランド警察に取って代わった。E4Aや特別部など、いくつかの支部がある。1920年に創設されたアルスター特殊警察隊は警察の代用部隊であるが、基本的にはプロテスタントの採用と1969年夏の暴力への参加により、軍事部隊であるアルスター防衛連隊へと変貌を遂げた。
イギリス軍は早ければ1969年にも紛争に介入し、紛争中に316人の死者を出した。政府はアルスター国防連隊を支持し、現地採用に向けて徐々にその存在を減らしている。1970年に設立されたこの連隊は、大部分がプロテスタントで構成されていたが、ロイヤリスト準軍事組織と結託し、1992年にロイヤル・アイリッシュ連隊へと解体された。
MI5、MI6、国防情報参謀部、特殊軍事部隊などのイギリスの諜報機関や特殊部隊が紛争の中で活動しているが、北アイルランドで直接活動しているわけではなかった。イギリス陸軍の精鋭部隊である特殊空挺部隊は、1970年から北アイルランドで活躍している（正式には1976年まで派遣されていない）。不安定化・酩酊作戦（偽旗作戦、偽装集団など）を行い、「射殺政策」に関与しているとされる。
1973年から1998年の間に、治安部隊は12万5000発のプラスチック製の弾丸を使用し、数人の死者を出した。

### ロイヤリスト準軍事組織
いくつかのロイヤリスト準軍事組織が紛争に関与している。アルスター防衛同盟（1971年設立）が最大規模の組織で、最盛期には3万人のメンバーを擁する一方、アルスター義勇軍（1966年設立）は最も暴力的な組織で、紛争中に426人の死者を出している。いくつかのグループは、合法的な期間（1992年までのアルスター防衛同盟と1974年と1975年の間のアルスター義勇軍）を経て、アルスター防衛同盟のために1973年からのアルスター自由戦士団などの行動を主張するために使用されている。厄介事の間に数々の派閥が徐々に出現し、時には反体制派や他のグループの指名者ではないかと疑われることもあった。これらには、赤手奇襲隊（1972年設立）、オレンジ義勇兵（1970年代設立）、アルスター奉仕団（1976年設立）などが含まれる。幾度となくロイヤリスト民兵が連邦化しようとしてきた。例として、アルスター陸軍評議会、アルスター・ロイヤリスト中央調整委員会、ユニオニスト行動協議会、ロイヤリスト軍事司令部などが挙げられる。
1973年、イギリスの公式文書によると、アルスター防衛同盟（UDR）のメンバーのうち、最大15％が「準軍事組織とのつながりがあり、両組織の同時加入が一般的である」とされている。さらに、UDRの兵士が頻繁にユニオニスト準軍事組織に武器を提供しているという。

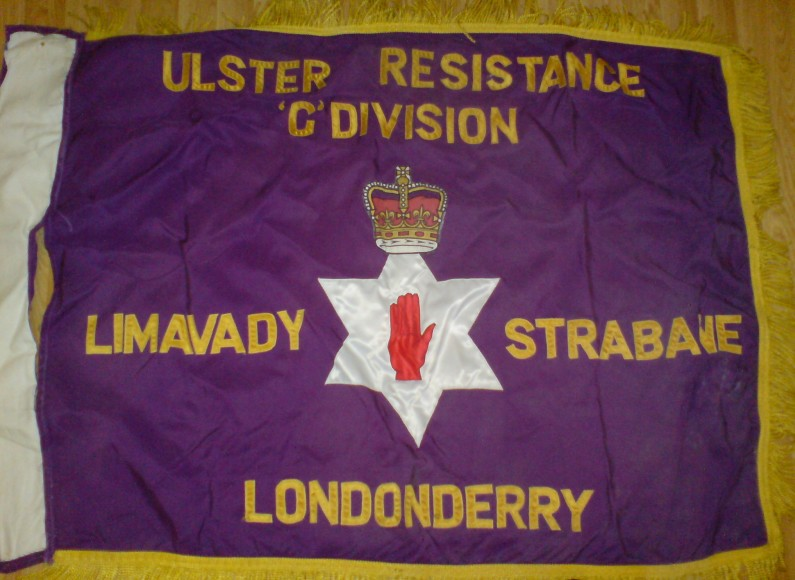
アルスター・レジスタンスの地元の旗

和平合意の過程で、特にベルファスト合意の後、新たな組織が出現したが、その中には反体制派や合意を支持したグループ（アルスター防衛同盟、アルスター義勇軍、アルスター自由戦士団）の推薦者ではないかと疑われているものもある。中には、赤手防衛軍 （1998年設立）、オレンジ義勇軍（1998年再登場）、ロイヤリスト義勇軍（1996年設立）、アルスター・レジスタンス（1986年設立）などがある。2009から2010年の間、アルスター防衛同盟、アルスター自由戦士団、アルスター義勇軍、赤手奇襲隊が武装解除を開始した。
上記の組織の武器庫は、UZI短機関銃、AK-47アサルトライフル、各種拳銃、自作武器、時にはRPG-7、爆薬（主にパワージェル、時には自作）で構成されている。
ユニオニスト準軍事組織に殺害された者の80％は民間人だった。紛争の間、暴力の形態は様々であった。1972年から1976年の間に、ユニオニストは567人を殺害した。これに続いて、相対的に活動していない期間が続き、暴力が強度を増す前に再開された。1986年から1987年の間に50人、1988年から1994年の間に224人が暗殺されている。犠牲者のほとんどは無作為に選ばれたカトリック民間人である。

### 共和主義準軍事組織
紛争中の共和主義準軍事組織のほとんどすべては、1922年の第一次アイルランド共和軍（IRA）の分裂と多かれ少なかれ直接的な関係を持っている。1969年のボグサイドの戦いの後、IRAは軍国主義的な傾向が強いIRA暫定派と政治的な傾向が強い公式IRA2つの組織に分裂した。1972年に公式IRAが停戦を宣言し、IRA暫定派は瞬く間に主要な準軍事組織となり、最盛期には推定1,500人から6,000人のメンバーを擁し、紛争中に1,824人の死者を出した。その後、いくつかのグループが出現し、しばしばIRAやシン・フェイン党のように政党の軍事的な翼を代表しているのではないかと疑われるようになった。中には、アイルランド国民解放軍（1975年設立、アイルランド共和主義社会党の軍事翼と疑われる）、IRA継続派（1996年設立、共和主義シン・フェイン党の武装翼の可能性あり）、真のIRA（1997年設立、32県主権運動の軍事翼と疑われる）などがある。そのほとんどが、公式IRAやIRA暫定派の反体制派のようである。1967年から1975年までアイルランドを中心に活動していた自由アイルランド（Saor Éire）でさえ、IRAの分裂から生まれた。和平合意におけるIRA暫定派の関与は、単なる指名手配の疑いがある反体制派やグループを明らかにしている（IRA継続派、真のIRA、アイルランド国防軍、麻薬に対する直接行動）。2005年にはIRA暫定派、2010年には公式IRA、そしてアイルランド国民解放軍と、主要な組織が少しずつ武装を解除している。
共和主義グループの武器庫は、ライフル、アサルトライフル（AK-47、AR-15、AKM）、機関銃（FN MAG、DShK38重機関銃）、RPG-7、9K32地対空ミサイル、LPO-50火炎放射器、拳銃、数トンのセムテックス爆薬で構成されている。IRA暫定派も多くの武器や自作の爆薬を使用している。
ジェームズ・グローバー将軍の1979年の推定によると、IRA暫定派は年間95万ポンドを紛争に費やしている。「収入」は主に保留（55万ポンド）、恐喝（25万ポンド）、対外援助（12万ポンド）である。

## 反破壊的な戦争
北アイルランドの紛争は、反ゲリラ弾圧の「試金石」と表現されることもある。危機へのイギリスの政治的・軍事的・社会的・安全保障上の対応は、対破壊的な戦争の戦略から実地している。計画者の一人は、ベルファストの軍司令官であるフランク・キットソンである。

### 秩序の維持
立法工廠は、北アイルランド（1973年特別権力法、北アイルランド（緊急事態条項）法）に特有の治安部隊の行動を支持するか、またはイギリス全体に適用される（テロリズム防止法）。アイルランドには同等のものが存在する（国家法違反）。これらの法律は、罪状なしの投獄、令状なしの捜索、検閲、集会の禁止、陪審員なしの法廷、警察の長期拘留など、警察と司法に広範な権限を与えている。最も象徴的な措置は、北アイルランドの特別権力法とアイルランドの1939年の国家に対する犯罪法に基づく裁判なしの抑留である。
この戦略の最も目に見える軸は、法執行活動の軍国主義化である。新しい技術や戦術が導入される一方で、軍隊には取り締まりの役割が与えられている。これには、CSガス、CNガス、人口移動、ゴム弾・プラスチック弾、ゲットーの飽和、枯葉剤、人口登録、戦車などがある。
何度か、特殊空挺部隊・MI5・MI6は緊張戦略の観点から、偽の組織を作り、共和主義運動とロイヤリズム運動の反発を利用したり、これら2つの傾向の間の和解を妨げたりして、双方の武装グループを不安定化させようとしてきた。
イギリス当局は、共和主義者との戦いにおいて、違法な行動をとっている。政府はしばしば「射殺」政策を実施したと非難されている。民間人だけでなく、政党や準軍事組織のメンバーの殺害も1970年代初頭から増加した。1973年にケネス・リトルジョンが逮捕されたことで明らかになったように、シークレットサービスや特殊空挺部隊の仕業であるか、あるいはロイヤリストやギャングの仕業であった。

### 拷問と病気扱い
紛争中に何度か、イギリスの治安部隊は囚人や容疑者に対して拷問を使用したと非難された。1971年、抑留の始まりとなったデメトリウス作戦で逮捕された者は、組織的な拷問の使用を糾弾したが、当局によって争われた。カトリックの神父フォールとマレーは、心理的な拷問から電気ショックと物理的な暴行の使用に至るまで、逮捕された人に対して使用される25の拷問方法をリストアップした。1971年にアムネスティ・インターナショナルは治安部隊による拷問の使用を糾弾する報告書を発表した。非政府組織は1978年にもうひとつを発表した。1971年11月、エドモンド・コンプトン率いるイギリスの調査委員会は、「拷問」という言葉を否定したが、「病気扱い」を認めた。アイルランドからの苦情を受け、欧州人権裁判所は、北アイルランドでの拷問の使用に関する調査を開始した。1978年の判決は、5つの尋問方法を特定し、法執行官による法違反を指摘しながら、それらを拷問とは認めず「非人道的または品位を傷つけるような扱い」としている。しかし、この判決に先立つ委員会は、王立アルスター警察隊の特別支部が1971年4月に拷問に関する講座を受講したことを指摘している。ロジャー・ファリゴのような歴史家の中には、紛争中に拷問が何度も使用されたと考える人もいる。

### 穏健派の支持と犯罪化
イギリスは、政府、軍、シークレットサービスで、合法的または違法な共和主義運動の代替勢力が出現するようにしている。社会民主労働党の創設を支持しているだけでなく、女性の平和運動などの様々な平和運動や、若者のための北アイルランド運動場協会のような社会的プログラムも支持している。目的は、共和主義の支持率を奪うことだった。
共和主義者とロイヤリストの囚人、支持者は拘留条件を改善するために、紛争中にいくつかの闘争を戦った。主な要求は、1976年3月1日に削除された政治犯、あるいは捕虜の地位を得ることである。イギリス政府は「犯罪化」という反体制的な戦術をとっていた。さらに、常習犯としての地位は、政治運動の弾圧への参加を拒否する国際刑事警察機構などを利用することを可能にしている。1981年5月5日、ボビー・サンズがハンガーストライキで死亡した日、当時イギリス首相だったマーガレット・サッチャーはウェストミンスター宮殿で「サンズ氏は有罪判決を受けた重罪人だった」と宣言した。

### 情報戦
情報の制御は、紛争におけるイギリスの努力の重要な部分である。1973年から、陸軍の命令で、イギリスのメディアは厄介事の報道を制限していた。MI5とMI6の諜報員が多くの編集部に配置されていた。北アイルランドのベルファストでは毎日、役員が国際記者会見を行っていた。外務省のプロパガンダを担当する海外情報部とMI6は、ボビー・サンズの死後に、イギリス視点の事実を海外のマスコミュニケーションや欧州議会に広め、アーサー・マッケイグのドキュメンタリー映画『パトリオット・ゲーム』の映画祭の成功を制限した責任があった。政治戦執行部は、MI6・情報政策・イギリス陸軍のシークレットサービス・外務省の情報調査部に所属し、北アイルランド・イギリスのみならず世界中でプロパガンダと毒殺を行なっていた。

### 治安部隊とロイヤリスト準軍事組織との共謀
ロイヤリストのグループと治安部隊との共謀は、1970年代初頭以降、共和主義者によって糾弾された。王立アルスター警察隊はロイヤリストの暴徒を武装させていた。準軍事組織の一員は、イギリスの違法な諜報活動や特殊空挺部隊の活動（IRAと民間人の殺害を含む）に関与している。また、アルスター防衛連隊の兵士は、ロイヤリスト武装集団（アルスター防衛連隊から武器を盗んで武装する集団）の一員でもある。
数々の警察の調査（ジョン・スティーブンスの調査など）と多かれ少なかれ独立した組織（コーリー共謀照会、人権弁護士会、北アイルランド警察オンブズマン など）が、共謀の実態を明らかにしてきたが、軍は1972年からこの事実について知っていた。

## 紛争の政治的側面
社会的要求から始まるが、北アイルランドの紛争は、ユニオニズム、ロイヤリズム、アイルランド共和主義、アイルランド民族主義などの異なるイデオロギーの衝突が大部分を占め、一部の政党はこれらの伝統的な分裂を克服しようとしている。

### イギリスの政党
この対立の間、イギリス最大の政党である保守党と労働党の2つの政党だけが、イギリスの座を譲り合っていた。伝統的に、この2つの党の間の非公式なルールは、北アイルランドでの政府の行動を批判することを野党に禁止している（しかし抑留が導入された1971年に労働党がこれを覆した）。1970年から1974年、1979年から1997年まで政権を握っていた保守党は、1974年までユニオニストに近い立場にあったが、1990年代初頭に準軍事組織を巻き込んだ和平合意を開始し、1998年のベルファスト合意の際に、アイルランド統一の考えに固執していた労働党によって完成された。

### ユニオン・ロイヤリスト団体
アルスター統一党は、ベルファスト合意まで北アイルランドの主要なユニオニスト政党であった。その後、合意に反対し、2007年から政権を握っている民主統一党 （1971年にイアン・ペイズリーとデズモンド・ボアルによって設立された）を支持して衰退した。テレンス・オニールの政策とアルスター統一党の和平合意への関与は、紛争中にいくつかの分裂を引き起こした。いくつかの小さな政党は、時には準軍事組織に近い形で、ユニオニストとロイヤリストの異なる傾向を代表している。これらには、進歩統一党、アルスター民主党などがある。
オレンジ騎士団（1795年設立）は、アルスター統一党に近い10万人近くの会員を擁する重要な組合主義組織である。オレンジ・パレードはしばしば緊張と暴動の対象となる。様々な圧力グループや他の組合、ロイヤリストは厄介事の間に登場したが、限られた聴衆を維持した。これらには、ロイヤリスト労働者組合やアルスター労働者評議会などがある。
アルスター独立運動のようなロイヤリストやユニオニストの環境から来た数少ない政党は、グレートブリテンとアイルランドの両方からの北アイルランドの独立を提唱している。

### 共和主義・民族主義団体
ほとんどの共和主義政治団体は、そのルーツがシン・フェイン党にある。1969年のアイルランド共和軍（IRA）の分裂を受け、シン・フェイン暫定派（IRA暫定派と連動）と公式シン・フェイン（公式IRAと連動）の2つの流れに分裂した。後者はマルクス主義者であったが、後にアイルランド労働者党へと変貌を遂げ、わずかな選挙民の支持を得ただけであった。シン・フェイン暫定派は、1980年代に棄権主義を放棄して勢いを増した（1986年に分裂した共和主義シン・フェイン党の元凶であり、IRA継続派に近い）。1974年の休戦に反対した2つのIRAの反対派は、アイルランド共和主義社会党（アイルランド国民解放軍と連動）を結成した。北アイルランドでは、アメリカ合衆国のアイルランド北部支援委員会（NORAID）のように、共和主義の大義を支援する様々な組織が世界中で活動している。
北アイルランド公民権協会（NICRA）が主導した公民権運動に端を発し、社会民主労働党は主要なナショナリスト党となったが、参加したベルファスト合意後、シン・フェイン暫定派に選挙権を奪われた。
紛争中には、アイルランド独立党、共和主義労働党など、いくつかの小規模な政党や組織が活動していた。

### 異教徒間政党
北アイルランド同盟党（1970年設立）は、イギリスの自由民主党に近い。合同政府を受け入れ、ベルファスト合意を支持しているが、紛争中は限られたわずかな聴衆しかいなかった。1968年に設立された人民民主主義は、公民権運動から発展したもので、2つのコミュニティをひとつにするために活動している主要な極左組織である。伝統的な思想外にある他の小さな政党は、政治的に対立を解決しようとしているが、聴衆を得ることはなかった。例として、ニューアルスター運動、北アイルランド女性同盟、北アイルランド労働党などが挙げられる。

## 社会学的原因と影響

### 分断社会

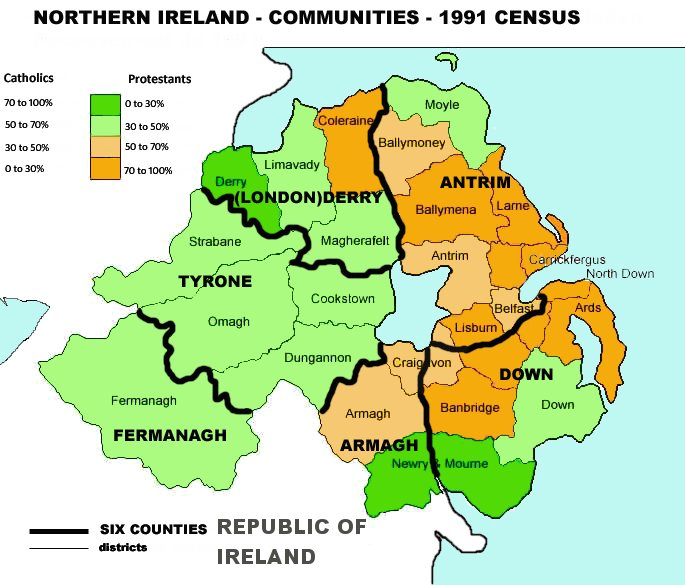
1991年の北アイルランドの宗教地理

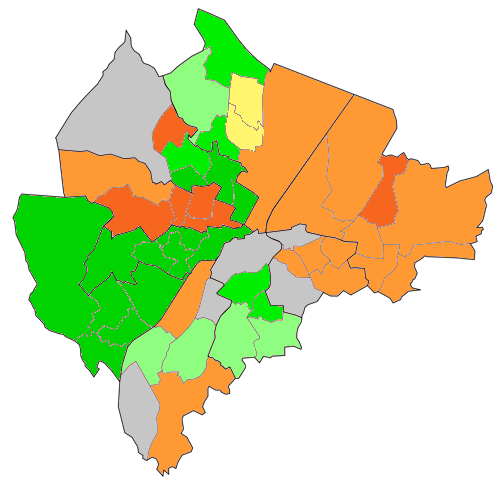
2011年のベルファストの地区：大多数がカトリック（緑）、大多数がプロテスタント（橙）、混合（灰）

「Cost of the Troubles Study」の研究者は、紛争に関与したり影響を受けたりしている個人を研究する上で、3つの要因（性別、宗教、場所）が決定要因になっていることを観察している。国民の大部分は、暴力の結果として自分たちの生活が変わったと考えている。
プロテスタントは圧倒的に北アイルランドをイギリス国内に留めることを望んでいるが、カトリック教徒の意見は様々で、過半数が北アイルランドの統一を支持しているにもかかわらずである。プロテスタントは、カトリック教徒がアイルランド人や民族主義者と表現するのに対し、イギリス人やユニオニストと表現することが多い。
カトリック教徒はローマ・カトリック教会のみに属し、紛争中は人口の34％から40％を占めているが、プロテスタント教徒は主にアイルランド聖公会と長老派（それぞれ人口の約16％と20％）を中心とした様々な潮流に属している。異なる宗教の礼拝所への出席率は、北アイルランドではグレートブリテンよりも著しく高くなっている。また北アイルランドでは、グレートブリテンよりも同じ宗教共同体の人々の間で結婚することが多い。
紛争の原点である、カトリックの少数派に影響を与える社会的、経済的、政治的差別は、公正雇用法や和平合意などの様々な法律によって、一部の格差は依然として存在しているものの、徐々に対処されてきている。

### 被害者
| 1966年 - 1969年 | 死者数 | 1970年 - 1979年 | 死者数 | 1980年 - 1989年 | 死者数 | 1990年 - 1999年 | 死者数 | 2000年 - 2009年 | 死者数   | 2010年 - 2015年 | 死者数 |
| --------------- | ------ | --------------- | ------ | --------------- | ------ | --------------- | ------ | --------------- | -------- | --------------- | ------ |
|                 |        | 1970年          | 26     | 1980年          | 80     | 1990年          | 76     | 2000年          | 19       | 2010年          | 2      |
|                 |        | 1971年          | 171    | 1981年          | 113    | 1991年          | 94     | 2001年          | 16       | 2011年          | 1      |
|                 |        | 1972年          | 479    | 1982年          | 110    | 1992年          | 85     | 2002年          | 11から16 | 2012            | 2から5 |
|                 |        | 1973年          | 253    | 1983年          | 85     | 1993年          | 84     | 2003年          | 10から13 | 2013            | 2から4 |
|                 |        | 1974年          | 296    | 1984年          | 69     | 1994年          | 60     | 2004年          | 4から5   | 2014年          | 1      |
|                 |        | 1975年          | 260    | 1985年          | 57     | 1995年          | 9      | 2005年          | 8から12  | 2015年          | 1から4 |
| 1966年          | ?      | 1976年          | 295    | 1986年          | 61     | 1996年          | 17     | 2006年          | 4から5   |                 |        |
| 1967年          | ?      | 1977年          | 111    | 1987年          | 98     | 1997年          | 21     | 2007年          | 3から4   |                 |        |
| 1968年          | ?      | 1978年          | 81     | 1988年          | 104    | 1998年          | 53     | 2008年          | 2        |                 |        |
| 1969年          | 16     | 1979年          | 121    | 1989年          | 75     | 1999年          | 8      | 2009年          | 5        |                 |        |

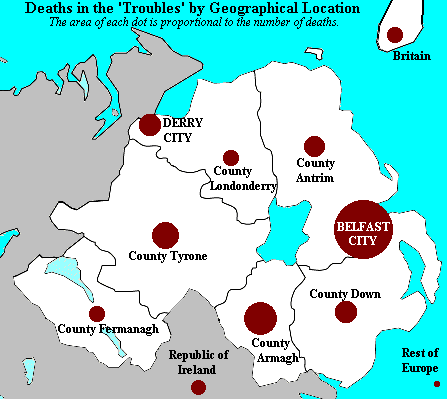
紛争による死亡者の地理的分布

紛争の犠牲者の正確な数は、情報源によって異なる。
北アイルランド警察によると、北アイルランドでは1969年8月から2002年までの間に3,349人が死亡し、1968年から2003年までの間に47,541人が紛争によって負傷した。
王立アルスター警察隊によると、1969年8月から1995年12月までの間に、北アイルランドだけで3,181人の死者が出ている。
マリー＝テレーズ・フェイ、マイク・モリッシー、マリー・スミスによると、1969年から1998年までの間に3,601人の死亡者が出ている。
リチャード・イングリッシュによると、1966年から2001年までの死亡者数は3,665人。
マルコム・サットンによると、1969年から2001年までの間に3,526人の死者が出ている：
- 1,842人が民間人
- 1,114人がイギリスの治安部隊
- 393人が共和主義準軍人
- 167人がロイヤリスト準軍人
- 3,204人が男性
- 1,522人が北アイルランドのカトリック教徒
- 1,286人が北アイルランドのプロテスタント[212]

紛争時には約4万人（北アイルランドの人口の3％）が負傷した。

## 障害の社会病理学的影響
北アイルランドでは、イギリスの他の地域よりも警察の存在感が高く、1994年には140人の住民ごとに1人の警察官がいたが、軍は数えられていない。
様々な政府や独立した研究によると、この障害は、自殺者数の増加、うつ病、アルコール、薬物、医薬品（抗うつ薬、睡眠薬、鎮静薬）の消費、様々な健康問題だけでなく、不安感、神経質、悪夢などの感情にも大きな影響を与えている。例えば、「Cost of the Troubles Study」の回答者の30％が心的外傷後ストレス障害を患っていると報告されており、カトリック教徒がプロテスタント教徒よりも多い（2014年のベルファストでのプロテスタント教徒の自殺者24人に対し、カトリック教徒は41人）。同じ調査では、11％から30％の回答者が紛争を生き抜いたことに罪悪感を感じていた。
また、NISRA（北アイルランド統計調査庁）は、1997年の138人の自殺者から2014年には268人と、和平合意以降、自殺率が文字通り倍増していることを示している。また、過去1年間に報告された最後の自殺者の4分の3近くが男性であった。これまでの結果では、和平合意前の男女差は関係ないことがわかった。これらの統計は、過去10年間に北アイルランドで宗派的な要求が10倍に増加し、新たなギャングが出現したことと比較することができる。一般的にカトリックの起源であり、厄介事を経験していない25歳未満の少年（一般的にフードとして知られている）だけで構成されており、今日、特定の義務の担い手であると感じている。
2016年1月、アイリッシュ・ニュースは、「1998年のベルファスト合意以降、厄介事時に殺害された人よりも、自ら命を絶った人の方が多い」ことを明らかにした。統計は指数関数的に増加し続けており、国家統計局（ONS）は2014年以降、北アイルランドの自殺率がイギリスで最悪になったと報告している。この数字は、厄介事の継承と新世代への影響、つまり自滅、志向性の喪失、絶対的剥奪という因果関係がないわけではない。

## 紛争の表現

### 厄介事と芸術
多くの芸術作品は紛争の影響を受けている。共和主義者、ロイヤリスト、民族主義者、ユニオニスト、平和主義者、公民権運動の一員など、各陣営はそれぞれの歌や詩などのレパートリーを持ち、北アイルランドや世界中のアーティストが厄介事の視点を表している。フィクション（映画、文学など）の作品は、厄介事を扱っており、時には背景として扱っていることもある。
20世紀初頭から、町家の切妻壁に描かれた壁画（フレスコ画）が発展した。当初はユニオニストのみだったが、その後、政治的な色に応じて地区を区切るために使用され、政治的なメッセージ（準軍事組織、平和主義者、公民権運動の支持者）を伝えるために使用されるようになった。これらの絵画は1990年代初頭に観光名所となった。
紛争の異なる支持者は、映画の中ではステレオタイプ化されていることが多い。『パトリオット・ゲーム』（1992年）では共和主義者、特にIRA暫定派が批判的に描かれているが、逆に『デビル』（1997年）ではイギリス人がネガティブに描かれており、ブラッド・ピット演じる志願兵フランキー・マグワイアは「スポットライトを浴びたヒーロー」として登場する。イギリスのプロテスト映画も北アイルランド問題を取り上げ、特にロンドン政府の人権侵害を非難している。これは、イギリス人のケン・ローチの『ブラック・アジェンダ/隠された真相』や、アイルランド人のジム・シェリダンの『父の祈りを』で見ることができる。多くの紛争がそうであるように、1971年の若いイギリス兵の視線を描いたヤン・ドマンジュの映画『ベルファスト71』（2014年）が示唆しているように、当事者の行動は必ずしも全てが黒か白かというわけではない。血の日曜日事件（2002年の『ブラッディ・サンデー』）、オマー爆弾テロ事件（2004年の『オマー』）、Hブロック紛争（2008年の『HUNGER/ハンガー』）など、紛争のマイルストーンが扱われ、2009年に公開された『レクイエム』では、2つのコミュニティ間の困難な和解を扱っている。
公民権運動がアメリカ合衆国の曲（『勝利を我等に』）を取り上げている間、ユニオニスト と民族主義者 はそれぞれ独自の党派的な曲を持っている他、暴力全般（U2の『ブラディ・サンデー』）、イギリスの治安部隊の行動（ジョン・レノンとオノ・ヨーコの『ザ・ラック・オブ・ジ・アイリッシュ』）、共和主義準軍事組織の行動（クランベリーズの『ゾンビ』）などを批判している曲も存在する。

## 紛争の歴史学
紛争に関する研究は、長い間、軍事的暴力と準軍事的暴力に焦点を当ててきた。共和主義派（特にIRA暫定派とアイルランド国民解放軍）の機能は主に研究されているが、ロイヤリストの分析は純粋に犯罪活動に焦点を当てている。イギリス陸軍と北アイルランド警察は、構造的・戦略的な観点から研究されており、それらが生み出す多くの論争が行われている。紛争の相対的な終結に伴い、軍事的・準軍事的暴力の分析が減少し、和平合意後の北アイルランドの進化に関する研究が好まれるようになった。暴力、2つのコミュニティ間の関係、「紛争後」の状況を説明するために社会科学が動員され、さまざまなアプローチ（社会経済的、地理的、アイデンティティに基づく）が行われている。北アイルランド社会のアイデンティティの隔離は、紛争と国の分析の大きな軸の一つである。